# Premi Wolf en Física
El Premi Wolf ha estat lliurat anualment des de 1978 a científics i artistes vius per "els seus assoliments en interès de la humanitat i de les relacions fraternes entre els pobles (...) sense distingir nacionalitat, raça, color, religió, sexe o tendències polítiques". El premi es lliura a Israel per la Fundació Wolf, fundada per Dr. Ricardo Wolf, un inventor alemany i antic ambaixador de Cuba a Israel.

## Premis
S'atorguen en sis camps: Premi Wolf en Agricultura, Premi Wolf en Química, Premi Wolf en Matemàtiques, Premi Wolf en Medicina, Premi Wolf en Física, i un Premi de la Fundació Wolf de les Arts (separat anualment entre arquitectura, música, pintura i escultura). Cada premi consisteix en un diploma i 100 000 dòlars. Els Premis Wolf atorgats en matemàtica, física o química són sovint considerats els segons més prestigiosos premis en aquests camps després del Premi Nobel i la Medalla Fields. El premi de Medicina és el tercer més prestigiós, després del Premio Nobel i el Premi Lasker. El Premi Wolf en matemàtiques és especialment prestigiós a causa de l'absència de premis Nobel en aquesta disciplina.

## Guanyadors del Premi Wolf en física
- 1978 Chien-Shiung Wu
- 1979 George Eugene Uhlenbeck, Giuseppe Occhialini
- 1980 Michael E. Fisher, Leo P. Kadanoff, Kenneth G. Wilson
- 1981 Freeman J. Dyson, Gerard 't Hooft, Victor F. Weisskopf
- 1982 Leon M. Lederman, Martin Lewis Perl
- 1983/4 Erwin L. Hahn, Sir Peter B. Hirsch, Theodore H. Maiman
- 1984/5 Conyers Herring, Philippe Nozieres
- 1986 Mitchell J. Feigenbaum, Albert J. Libchaber
- 1987 Herbert Friedman, Bruno B. Rossi, Riccardo Giacconi
- 1988 Roger Penrose, Stephen W. Hawking
- 1989 No premiat
- 1990 Pierre-Gilles de Gennes, David J. Thouless
- 1991 Maurice Goldhaber, Valentine L. Telegdi
- 1992 Joseph H. Taylor Jr.
- 1993 Benoît Mandelbrot
- 1994/5 Vitaly L. Ginzburg, Yoichiro Nambu
- 1995/6 No premiat
- 1997 John Archibald Wheeler
- 1998 Yakir Aharonov, Sir Michael V. Berry
- 1999 Dan Shechtman
- 2000 Raymond Davis Jr., Masatoshi Koshiba
- 2001 No premiat
- 2002/3 Bertrand I. Halperin, Anthony J. Leggett
- 2004 Robert Brout, Francois Englert, Peter W. Higgs
- 2005 Daniel Kleppner
- 2006/7 Albert Fert, Peter Grünberg
- 2008 No premiat
- 2009 No premiat
- 2010 John F. Clauser, Alain Aspect, Anton Zeilinger
- 2011 Maximilian Haider, Harald Rose, Knut Urban
- 2012 Jacob D. Bekenstein
- 2013 Peter Zoller, Ignacio Cirac
- 2014 No premiat
- 2015 James D. Bjorken, Robert P. Kirshner
- 2016 Yoseph Imry
- 2017 Michel Mayor, Didier Queloz
- 2018 Charles H. Bennett, Gilles Brassard